# Laotris striatula
Laotris striatula är en stekelart som först beskrevs av Alexander Henry Haliday 1839.  Laotris striatula ingår i släktet Laotris och familjen bracksteklar. Arten är reproducerande i Sverige. Inga underarter finns listade i Catalogue of Life.